# 彰武軍節度使
彰武軍節度使，又稱保塞军節度使、寧塞军節度使、衛國军節度使，唐、五代及北宋時的方镇，從鄜延节度使分立出來的。
唐朝中和三年（883年）置，治所在延州（今陕西延安市）。领延、鄜二州。辖境约当今陕西省志丹、子长二县以南，洛川、黄陵县以北，黄龙山以西地区。光化元年（898年）改宁塞军，同年又改卫国军，增领丹州，辖境东南部扩大，有今宜川县地。旋復名保塞军，仍领延、丹二州。辖境又缩小。五代初為岐王李茂貞所據，後梁開平三年（909年）為後梁所取，改忠义军。后唐同光十一年（923年）滅後梁，改彰武军。宋元祐四年（1089年），升为延安府。金置彰武军部管府。

## 历代節度使
- 胡敬璋（895－909年）
- 刘万子（908－910年）
- 高万兴（910－925年）
- 高允韬（925－930年）
- 刘训（930－931年）
- 安从进（932－933年）
- 李彝超（933年）
- 高行周（934－935年）
- 杨汉章（936年）
- 刘景岩（936－941年）
- 丁审琪（941－942年）
- 何建（942－943年）
- 史威（943－944年）
- 王令温（944－945年）
- 薛可言（945－946年）
- 周密（946－947年）
- 高允权（947－953年）
- 高绍基（953年）
- 向训（953年）
- 索万进（953－954年）
- 袁山义（954－955年）
- 李彦頵（955－958年）
- 李万全（958－959年）
- 焦继勋（960年）
- 赵赞（962－968年）
- 伊審徵（968－975年）